# Counter-Strike Neo
Counter-Strike Neo — відеогра для аркадних автоматів, розроблена американською компанією Valve і видана японською компанією Namco. Є частиною серії відеоігор Counter-Strike, була видана лише в Японії. Стала першим досвідом адаптації Counter-Strike для азійського ринку, пізніше спеціально для нього була розроблена Counter-Strike Online (2008). Гра видана 27 жовтня 2005.

## Ігровий процес
Counter-Strike Neo являє собою тривимірний шутер з видом від першої особи, адаптований виключно для багатокористувацької гри (в той час як «основні» частини серії включали в себе і однокористувацький режим, коли реальних супротивників замінюють керовані штучним інтелектом вороги). Геймплей гри більше не ґрунтується на протистоянні двох команд гравців — контр-терористів (спецпризначенців) і терористів.
Механіка гри базується на Counter-Strike 1.6. Велика частина зброї, представленої в грі, аналогічна зброї в Counter-Strike 1.6 і Counter Strike: Source, але відрізняється за вартістю (використовується віртуальна валюта — гроші на покупку зброї нараховуються за успішне проходження раундів, вбитих ворогів).
Графічно гра також зазнала змін — дизайн рівнів не дотримується реалістичного стилю, заданого в оригінальній грі, а персонажі виконані в схожій з аніме стилістиці. Змінений зовнішній вигляд інтерфейсу і меню.